# Typhloiulus dolinensis
Typhloiulus dolinensis är en mångfotingart som beskrevs av Karl Wilhelm Verhoeff 1901. Typhloiulus dolinensis ingår i släktet Typhloiulus och familjen kejsardubbelfotingar. Inga underarter finns listade i Catalogue of Life.